# 重本ことり
重本 ことり（しげもと ことり、1996年10月5日 - ）は、日本の元女性タレント、元ファッションモデル、元歌手、元声優、元グラビアアイドル。ダンス&ボーカルユニットDream5のリーダーを務めた（2009年 - 2016年）。愛称は、ことり。徳島県小松島市出身。NHK教育『天才てれびくんMAX』のてれび戦士（出演期間 2008年度 - 2009年度）として出演。

## 略歴
2006年、「avex audition2006」に合格し、エイベックス・アーティストアカデミー特待生となり芸能界入り。
2008年4月、NHK教育『天才てれびくんMAX』のてれび戦士としてレギュラー出演。2009年9月、同番組の企画によるオーディションで選抜された4人のメンバーとユニット・Dream5を結成、同年11月にCDデビュー。2010年3月、てれび戦士を卒業したが、番組には引き続きDream5のメンバー（準レギュラー）として出演。
2010年、『MUSICAL3』でテレビドラマ初出演、同年7月号の『ピチレモン』より、専属モデルを2013年4月号まで務める。2015年、テレビアニメ『妖怪ウォッチ』のUSAピョン役で声優デビュー。同年7月分の放送より同作のために結成されたユニット『コトリ with ステッチバード』として「宇宙ダンス!」「地球人」がエンディング曲として使用される。
2016年12月、Dream5での活動終了と共にエイベックス・マネジメントとの専属契約を終了し、株式会社GOLDに移籍。2017年10月にソロデビューシングル「ReBirth」リリースのほか、自叙伝、写真集などを刊行した。
2019年2月に公式ブログ上で予告したのち、3月4日にインスタグラムで芸能界引退を発表した。
2020年7月よりTwitterを再開（引退前とは別に新規開設）し、8月にはInstagramとYouTubeチャンネルを開設した。また、同年10月に高級ラウンジに勤務していることを公表した。

## 人物
- 趣味は歌うこと、絵を描くこと。特技は腹踊り、腹話術、ものまね、おしゃべり。
- 一人っ子[10]。「ことり」は本名であり、本人が生まれる前から両親が「こと」だけ考えており、生まれた際、外で小鳥が鳴いていたため名付けられた[10]。
- Dream5脱退後のソロ活動について、自伝や芸能界引退の文章も自分が考えたものではなく「まったく別の人」によるものであり「あの3年間、自分の意思で何かやったことって本当になくて」「近くにいた人に、なんだろうな、操られてたみたいな感じ……」と語っている。YouTubeやラウンジの仕事では「本当に楽しく過ごしている」との事[9]。

## 後任
- 佐藤はな - USAピョン（ゲーム『妖怪ウォッチ4』、テレビアニメ『妖怪ウォッチ!』以降）

## 作品

### シングル
- ReBirth（2017年10月5日、SCM MUSIC）[11]

### 配信限定作品
- NAMIDA（2017年12月8日、GOLD）

### イメージビデオ
- ことりばーす（2018年6月17日、双葉社）[12][13]

## 出演

### バラエティ
- 天才てれびくんMAX（2008年 4月- 2010年3月、NHK教育）てれび戦士
- すイエんサー（2010年4月 - 2012年11月20日、NHK教育）すイエんサーガールズ
- 恋んトスシーズン7（2018年1月20日 - 3月30日、TBS）

### ラジオ
- 重本ことりと梅本静香の鳥CHIKU梅（2013年4月2日 - 2014年10月7日、レインボータウンFM）「火曜BEAST!」第1火曜日担当[14]
- ことりとはたのラジオ（2014年11月4日 - 2016年3月1日、レインボータウンFM）「火曜BEAST!」第1火曜日担当

### テレビドラマ
- MUSICAL3 第10話（2010年6月14日、TOKYO MX）星子 役

### テレビアニメ
- 妖怪ウォッチ（2015年7月 - 2018年3月、テレビ東京）USAピョン〈初代〉 役

### 劇場アニメ
- 映画 妖怪ウォッチ エンマ大王と5つの物語だニャン!（2015年12月19日、東宝）USAピョン 役[15]
- 映画 妖怪ウォッチ 空飛ぶクジラとダブル世界の大冒険だニャン!（2016年12月17日、東宝）USAピョン 役
- SING/シング 日本語吹き替え版（2017年3月17日、東宝東和）ウサギ3人組のメンバー 役[16]

### ゲーム
- 妖怪ウォッチバスターズ 赤猫団/白犬隊/月兎組（2015年7月（赤猫団・白犬隊）・2015年12月（月兎組）、ニンテンドー3DS）USAピョン 役
- 妖怪三国志（2016年4月、ニンテンドー3DS）USAピョン仲達 役
- 妖怪ウォッチ3 スシ/テンプラ/スキヤキ（2016年7月（スシ/テンプラ）・2016年12月（スキヤキ）、ニンテンドー3DS）USAピョン 役[17]
- 妖怪ウォッチバスターズ2 秘宝伝説バンバラヤー ソード/マグナム（2017年12月、ニンテンドー3DS）USAピョン 役

### CM
- 福助「Candy Legs」（2010年9月）イメージキャラクター、商品デザイン担当
- クラシエフーズ「ふわもこ」（2010年9月 - 11月）
- イトーヨーカドー
  - 「母の日」篇（2012年4月 - 5月）
  - 「父の日」篇（2012年5月 - 6月）
  - 「七夕」篇（2012年6月 - 7月）
  - 「敬老の日」篇（2012年9月）
  - 「ネットでチェック」篇（2012年10月）
  - 「勤労感謝の日 ママじゃん!」篇（2012年11月）
  - 「ハッピーデー」篇（2014年3月 - 2016年5月）CMソングも歌唱
- 妖怪ウォッチバスターズ 月兎組（2015年10月、ニンテンドー3DS）USAピョン 役

## 書籍
- 黒い小鳥（2017年10月5日、鉄人社） ISBN 978-4-86537-103-1[11]

### 写真集
- はじめてのことり（2018年7月20日、双葉社、撮影：篠原潔）ISBN 978-4-575-31377-2

### 雑誌連載
- ピチレモン（2010年7月号 - 2013年4月号、学研パブリッシング）専属モデル